# Râul Broaga
Râul Broaga este un curs de apă, afluent al râului Târnava Mică. 